# Sabit ibn Kura
Sabit ibn Kura rođen je 826. i umro je 901. godine.‍:str. 156. Bio je jedan od prevodilaca u Kući mudrosti.‍:str. 148. Za kratko vreme izvrsno je savladao matematiku, astronomiju, medicinu i filozofiju a povremeo se bavio i fizikom i mehanikom.‍:str. 265. Svoju slavu je stekao tek posle Mamunove smrti. Rođen je u Kari (današnjem Haranu), gde se tradicionalno bavio razmenom novca, dukata i dragog kamenja. Pošto taj posao nije zadovoljavao negov znatiželjni duh, Sabit je odlučio da se u potpunosti posveti sticanju znanja. Mukotrpno je izučavao astronomiju, medicinu i filozofiju, a kada je nekoliko godina kasnije uspeo da se istakne svojim naučnim aktivostima, kalif Mutazid ga je pozvao u Bagdad. Sabit koji je još od svojih ranih godina izvanredno dobro poznavao gramatiku i književnost sirijskog jezika, najbolje se snašao u prevođenju literature sa sirijskog na arapski jezik.‍:str. 156. Iako mu je maternji jezik sirijski, izvanredno je poznavao i arapski i starogrčki, što se jasno primećuje u njegovim naučnim knjigama, koje je uglavnom pisao na dva jezika zbog velikog broja ljudi koji su pripadali tim govornim područjima.‍:str. 265.
U X veku, tokom čuvenog Prevodilačkog pokreta pojavljuju se izvrsni prevodioci. Sabit ibn Kura je bio jedan od njih.‍:str. 1046.
Izuzetno dobro poznavanje raznih prevodilačkih tehnika ipak ga nije omelo u tome da se katkad posveti i autorskim istraživanjima. On je za sobom ostavio dragoceno delo o istoriji Sabejaca i o njihovim uverenjima. Ta knjiga je bila veoma autentična pošto je u njoj bilo reči o religiji kojoj je pripadao i sam Sabit pre nego što je primio islam. U međuvremenu, kad god bi našao vremena, preveo bi neko matematičko i astronomsko delo sa sirijskog jezika. To su uglavnom bila dela iz starogrčke baštine koja su u prethodnim periodima prevedena na sirijski. Sabit je pregledao i Hadžadžov prevod Ptolemejevog Almagesta, odnosno Velikog zbornika astronomije. Mnogi naučnici širom islamskog sveta već su dobro poznavali rezultate Sabitovih naučnih i prevodilačkih aktivnosti. Napredovao je veoma brzo u svom poslu, a nedugo kasnije postao je jedan od najbližih naučnih savetnika kalifa Mutazida. Često se događalo da Sabit celo popodne provede u dvoru abasidskog kalifa i da s njim razgovara o raznim naučnim temama.‍:str. 156–157.
Sabitova najslavnija dela prevedena su na latinski jezik. Žerar od Kremone je preveo sledeće Sabitove knjige: Kitab fi aš-šikl al-mulakab bi al-kita’, al-Mutajat (komentar Euklidovog dela) i Kitab fi sanat aš-šams. Na latinski je prvedeno i Sabitovo veoma zanimljivo astronomsko delo pod nazivom Kanz al-asrar va zahair al-abrar. Taj prevod je u mnogim srednjovekovnim edukativnim institucijama u Evropi korišćen kao jedan od glavnih nastavnih priručnika. Ipak, Sabitovu ulogu nipošto ne treba ograničiti na istraživanje u matematičkim i astronomskim disciplinama. To se može primetiti i u njegovim izvanrednim komentarima Galenovih medicinskih dela koje je ispisao na glosama njihovog prevoda na arapski jezik.‍:str. 1019.
Sabitovim stopama su krenuli i njegovi sinovi. Mnogi istoričari upravo zato veruju da prevodilački pokret bez Sabitove porodice ne bi bio toliko uspešan i značajan u društvenom smislu. Oni su za sobom ostavili mnoge prevode i tako obogatili medicinsku, astronomsku i matematičku baštinu koju su kasnije muslimanski mislioci potpuno odomaćili u islamskoj civilizaciji. Sabitovog sina Sinana (umro 944), recimo, osamnaesti abasidski kalif Muktadir (vladao 908–932) imenovao je za šefa dvorskih lekara. Sinan je na toj funkciji ostao i za vreme Muktadirovog sina kalifa Kahira (vladao 932–934).‍:str. 157.

## Matematika
Budući da je vrlo brzo napredovao u raznim naučnim disciplinama, Sabit je uspeo da za sobom ostavi matematička dela koja će biti od neprocenjivog značaja za širenje te nauke u raznim predelima gde je islamska civilizacija bila dominantna. Njegova istraživanja su bila inspiracija za mnoge buduće uspehe iz oblasti raznih matematičkih disciplina. Stoga bez dvoumljena možemo tvrditi da teorije o konceptualnoj generalizaciji celih brojeva u obliku svih realnih pozitivnih brojeva, o sfernoj trigonometriji i o integralnom računu, predstavljaju osnovne plodove njegovog intelektualnog truda.
On je takođe upotrebio i inovativnu metodu računanja površine parabole i njene zapremine. Sledeći tekst pokazuje njegov pristup:
Ukoliko su jednačine (p = 3x2n-1 – 1), (q = 3x2n-1 – 1) i (r = 9x2n-1 – 1) validne, a svaka od spomenutih varijabli, odnosno „p“, „q“ i „r“ budu prosti brojevi veći od 2, tada će brojevi „2npq“ i „2nr“ biti „prijateljski brojevi“.‍:str. 217.
Sabit ibn Kura u X veku, pre drugih matematičara, u svojim istraživanjima dolazi do prva dva prijateljska broja, tačnije do para 284 i 220. Punih osam vekova posle Sabita, Pjer de Ferma (Pierre de Fermat, 1601–1665) došao je do identičnog rezultata. No, Sabitovo otkriće je u islamskom svetu bilo toliko poznato da nije ni bilo moguće prenebregnuti ga. Ovo dostignuće su mnogi drugi muslimanski matematičari i aritmetičari, poput Bin Bena Marakešija, Kemaludina Farsija i Bin Hidra, koristili u svojim knigama i naučnim traktatima mnogo pre Pjera de Ferme i nešto posle Sabita.‍:str. 255.

## Matematička dela
Njegova dela možemo podeliti u dve različite grupe. Knjige i traktati koje je on lično napisao spadaju u prvu grupu, dok ona dela koje je prevodio sa starogrčkog jezika ili dela u okviru kojih je korigovao već postojeće arapske prevode a koja su izvorno napisali stari slavni matematičari, treba svrstati u drugu grupu.
Navešćemo spisak matematičkih dela koja je za sobom ostavio:
1. Kitabun fi aš-šikl al-mulakab bi al-kita’;
2. Risalatun ila al-muta’alimin fi nisba al-mu’alafa;
3. Risalatun fi (annahu) kejfe janbagi an jusleke ila najl al-matlubi min al-ma’ani al-hindisija [Poslanica o načinu dostizanja do željenog u vezi sa raznim pojmovima u geometriji];
4. Kitabun fi masaha al-aškal al-musattaha va al-muđassama [Rasprava o kvadraturi površinskih i sfernih figura];
5. Makalatun fi anna al-hattajn iza uhriđa ala akalli min ka’imatajn ultukija;
6. Risalatun fi hudža al-mansuba ila Sukrat fi al-murabba’i va kutrihi;
7. Makalatun fi amali šiklin muđassamin zi arba’a ašrata ka’idatin tuhitu bihi kuretun malumun;
8. Kitabun fi kutu’i al-ustuvana va basituha [Rasprava o prečnicima cilindara];
9. Kitabun fi masahati kita’ al-mahrut ellezi jusemma al-makani [Rasprava o kvadraturi konusa];
10. Masaha al-muđassama al-mukafija;
11. Kaulun fi tashihi masail al-đabr bi al-barahin al-hindisija [Poslanica koja koriguje pitanja o algebri pomoću argumenata iz geometrije];
12. Kitabun fi al-adad al-mutahabba [Rasprava o prijateljskim brojevima];
13. Mas’alatun fi amal al-mutavasitajn va kismati zavija al-ma’luma bi salasati aksam mutasavija [Polanica o bisekciji i deljenju ugla na tri jednaka dela];
14. Kitabun ila Ibn Rahab fi at-ta’ati li istihrađi amal al-masail al-hindisija [Poslanica Ibn Rahabu o praktikovanju i upotrebi osnovnih principa geometrije];
15. 'Risalatun fi al-’illa eleti rattaba Uklidus aškala kitabihi zalike tartib [Poslanica o razlozima zbog kojih je Euklid u svojoj knjizi kategorisao forme zasebnim redosledom];
16. Mas’alatu iza harađa (fi dairati) zil’u al-musallas va zil’u al-musaddas fi džihatin vahidatin an al-markaz kane sath elezi juđazu bejnehuma mislu sudusi dairati;
17. Poslanica o temama koje je spomenuo Euklid u svom trinaestom traktatu;
18. Kitab al-mafruzat.

U nastavku ćemo spomenuti i nazive knjiga koje je Sabit preveo sa starogrčkog jezika i na taj način znatno doprineo razvoj matematičkih disciplina u islamskom svetu:
1. komentar Razmatranja o segmentu kruga, iz Ptolemejevog Almagesta;
2. korekcija arapskog prevoda Euklidovih Elemenata (Geometrija kao nauka o prostoru);
3. prevod poslanice o Euklidovim čuvenim argumentima;
4. korekcija Ishakovog arapskog prevoda Euklidovih Elemenata;
5. prevod Arhimedovog dela O lopti i valjku;
6. prevod Arhimedovog dela O merenju kruga;
7. prevod traktata O geometrijskim postulatima;
8. prevod Apolonovog traktata O dodirujućim krugovima;
9. prevod Arhimedove Knjige lema, kao i komentar koji je napisao na tu knjigu;
10. prevod čuvene starogrčke knjige O pokretnom krugu;
11. prevod Nikomahovog Uvoda u matematiku (Znanje o brojevima);
12. prevod čuvene starogrčke knjige O krugu;
13. prevod Apolonove knjige Odnosi preseka.[1]‍:str. 217–219.

## Astronomija i astronomska dela
U svom autorskom delu Fi ibta al-haraka fi falak al-buruđ va suratiha bi hasabi mavazi alati jakunu fihi min al-falak al-haridž al-markaz, on je analitički razmotrio pitanje neujednačenog Sunčevog kretanja na osnovu Ptolemejevih ideja o geocentričnosti i centrifugalnoj sili.
Od njegovih naučnih astronomskih dela možemo izdvojiti dve čuvene knjige: Fi sana aš-šams [O solarnoj godini] i Kaulun fi izahi vađd alazi zakarahu Batlamijus [Analitička diskusija o Ptolemejevom otkriću], u kojima je govorio o Sunčevom i Mesečevom kretanju. Osim toga, od Sabita su ostala i druga naučna dela, kao što su Hisabu ru’jat al-ahila i njegova argumentacija o mogućnosti da se vidi mlad mesec, te Kretanje Osmog neba i poslanica koju je pisao Ishaku ibn Hunejnu. U pomenutim delima, ovaj slavni muslimanski prevodilac i mislilac tumači svoju posebnu teoriju o kretanju nebeskih tela na osnovu koje tvrdi da sedam prvih nebesa, odnosno nebeskih sfera, pripada Suncu, Mesecu i prvim planetama, dok se kretanje Devetog neba, tj. devete nebeske sfere, nakon protekle dve ravnodnevnice u godini, direktno povezuje sa blagim kretanjem zemaljske kugle.‍:str. 265–266.

## Medicina
Najstariji spis o velikim i malim boginjama pronalazimo u delima Sabita ibn Kure Haranija.‍:str. 334. Sabit ibn Kura, Juhana (Jovan) ibn Masivajh, Ali ibn Reben Taberi i Hunein ibn Ishak imali su najveću zaslugu u prenošenju starogrčke i helenističke medicinske baštine u islamski svet.‍:str. 121.